# آخرین سکنه
آخرین سکنه (ارمنی: Վերջին բնակիչը) یک فیلم محصول سال ۲۰۱۶ به کارگردانی جیوآن آوتیسیان است. این فیلم محصول مشترک کشورهای ارمنستان، لیتوانی، سوئد، لبنان، ایالات متحده آمریکا می‌باشد.

## داستان فیلم
این فیلم، دربارهٔ یک ارمنی به نام «آبگار» است که بعد از آن که تمامی ارمنیان ساکن در یک روستای ارمنی‌نشین، به دلیل جنگ جمهوری آذربایجان با آرتساخ، ناگزیر به مهاجرت از روستای خود می‌شوند، در این روستا می‌ماند. «آبگار» در انتظار دختر خود می‌باشد. دختر «آبگار» بعد از این که شاهد آن بوده‌است که گروهی از اهالی جمهوری آذربایجان، شوهرش را به قتل می‌رسانند، دچار اختلال روانی گردیده‌است و در بیمارستان، بستری شده‌است.

## بازیگران
از بازیگران آن می‌توان به آلکساندر خاچاتریان، همایون ارشادی، سوس جانیبکیان و آنا بدیان اشاره کرد.

## جشنواره‌ها
این فیلم در جشنواره بین‌المللی فیلم زردآلوی طلایی ایروان در پایتخت ارمنستان، به نمایش درآمده است.